# Кафане старог Пожаревца
Кафане старог Пожаревца је књига архитекте и публицисте Драгана Фелдића (1937–2017) објављена 1994. године у издању "Авале", из Пожаревца.

## О аутору
Драган Фелдић је рођен 31. маја 1937. године у Пожаревцу. Школовао се у Пожаревцу и  Београду где је завршио Архитектонски факултет. Радни век као архитекта је провео у Пожаревцу. Бавио се и публицистиком.
Објављене књиге: Из старог Пожаревца (1974), Стари Пожаревац (1992), Кафане старог Пожаревца (1994), Столеће ловства пожаревачког краја (1996), Небеска Талијина деца пожаревачка (2008), Пожаревац почео позориште поодавно (2008), Фотографија у Пожаревцу и околини (2009), Век постојања и рада основне школе „Свети Сава” у Пожаревцу (2011), Стари пожаревачки добротвори (2014), Време патњи и страдања (2014), Стари мост Петровачки (2015).
Фелдић је преминуо 21. априла 2017. године.

## О делу
У књизи је приказан стари Пожаревац, историја града, кафане и боемски живот и Пожаревцу.